# Levente
Levente est un prénom hongrois masculin.

## Étymologie
L'origine est ancienne et incertaine. 
Un dirigeant hun a porté un nom approchant (Luanti Hutuvusze (攣 鞮 呼 屠 吾 斯)).

## Équivalents
- Levent (d'origine turque)

## Fête
Les "Levente" se fêtent le 18 ou le 28 juin, mais parfois aussi le 13 février, le 24 juin ou le 12 novembre.